# بارات ديساي
بارات ديساي (بالإنجليزية: Bharat Desai) هو شخصية أعمال وكبير الإداريين التنفيذيين هندي، ولد في 1953 في كينيا.